# Silový trojboj
Silový trojboj (též powerlifting) je silový sport skládající se ze 3 disciplín: dřep, bench-press (též tlak na lavici) a mrtvý tah (též deadlift). Silový trojboj je podobný vzpírání, v obou těchto sportech se zvedá osa v různých disciplínách a závodník má na každý z nich tři pokusy. Sportovec věnující se silovému trojboji se nazývá lifter nebo také powerlifter. Silový trojboj je také velice náročný jak fyzicky tak psychicky.

## Federace
Na světě existují dvě hlavní powerliftingové federace, každá z nich má odlišná pravidla pro provedení cviku a jiná pravidla na použité vybavení. Jsou to IPF a mladší GPC (kde není dopingová kontrola), GPC je volnější organizací, má mírnější pravidla a povoluje silnější dresy (viz Soutěže). Dalšími federacemi jsou WPC či WUAP.

## Soutěže
Powerlifteři soutěží s ostatními v jejich stejné váhové a věkové kategorii. Závodí se nejprve ve dřepu, následně v benchpressu a nakonec v mrtvém tahu. Závodníci jsou rozděleni do skupin podle nahlášených základních pokusů. Tyto skupiny nemusí záviset na tom do jaké váhové a věkové kategorie závodník spadá, spíše jde o to, aby výkony v dané kategorii byly relativně vyrovnané. Začíná závodník s nejnižším nahlášeným pokusem z dané skupiny a po něm následují ti s vyššími základy. Po provedení pokusu závodník nahlásí hmotnost činky na příští pokus. Závodník má po svém vyvolání čas 60 sekund k zahájení pokusu.
V silovém trojboji se na rozdíl od vzpírání používají tzv. superdresy (pouze však v divizi equip). Jsou to velmi těsné a tvrdé dresy ze syntetických materiálů šité tak, aby při daném cviku pomohly v nejtěžším místě. Na každou disciplínu je dres jiný. Díky těmto superdresům dosahují powerlifteři vyšších výkonů než bez nich (tzv. RAW výkon, výkon bez dresu) a sport se tak stává divácky atraktivnější. Každá federace povoluje různé typy dresů. V GPC jsou povoleny dresy vícevrstvé, v IPF se používají pouze jednovrstvé (single-ply) dresy.
Kromě dresů se používají též bandáže na kolena (hlavně u dřepu) a na zápěstí u benchpressu. Velmi důležitý je také opasek, který je široký po celé délce 10 cm a chrání rizikové partie závodníka. Pro bench-press se používá speciální tenčí opasek, který zabrání tomu, aby se dres posunul a tím znemožnil závodníkovi provést úspěšný pokus.
Nejznámější powerlifteři jsou Fedosienko Sergey, Christensen Carl Yngvar a Konovalov Andrey. Z českých jmen je nutné zmínit Petra Petráše (2. nejsilnější člověk na planetě), Milana Špingla, Tomáše Šárika, Davida Lupače, Petra Theusera, Zdeňka Holečka, Zdeňka Sedmíka, Stanislava Krčka a Zdenka Fantu, který je jeden z prvních průkopníků trojboje v ČR

## Jednotlivé disciplíny
Při všech disciplínách musí závodník poslouchat povely hlavního rozhodčího, který mu říká například, kdy má začít pokus a kdy může činku odložit, povely se u jednotlivých disciplín liší. Na závodech jsou celkem tři rozhodčí a každý z nich hodnotí zda byl pokus proveden podle pravidel a rozhoduje se zda pokus uzná, či ne. K uznaní pokusu musí pokus uznat dva ze tří rozhodčích.

### Dřep
Powerlifter stojí zpříma, nohy rozkročené na šířku ramen (nebo i širší) se špičkami mírně do stran. Velká činka se závažím je na lifterových trapézových svalech nebo na zadní části deltového svalu. Rozhodčí dá povelem dřep pokyn k zahájení pokusu. Následuje hluboký nádech, zpevnění všech svalů a pohyb s činkou dolů. Paty musejí zůstat na podložce a trup jde do mírného předklonu. Pokus je platný, když je horní strana stehna pod úrovní kolene. Poté následuje pohyb nahoru. Po něm musí závodník vyčkat na pokyn rozhodčího odložit a odloží činku do stojanů. Technika závisí na tělesných proporcích každého powerliftera a často se výrazně liší.

### Bench press
Powerlifter leží na benchové lavici chodidla má po celou dobu na zemi a hýždě na lavičce. Volí úchop velké činky (ne širší než 81cm mezi vnitřními hranami dlaní), může následovat prohnutí zad (tzv. most), který někteří powerlifteři využívají ke zkrácení dráhy a hlavně také k natočení trupu tak,aby se více zapojilo prsní svalstvo – je to povolená technika, někomu ovšem nevyhovuje. Poté závodník s pomocí nakladačů uchopí činku ze stojanů a vyčká na povel rozhodčího start, položí činku na hrudník, kde musí vyčkat na povel tlak (zastavení činky na hrudníku je používáno kvůli superdresům na všech mistrovských soutěžích, tzv. stoptlak), následuje vytlačení činky do propnutých paží a po povelu odložit může činku odložit do stojanů.

### Mrtvý tah
Powerlifter stojí čelem k ose činky, nohy na šíři ramen (klasická technika) nebo široký postoj (sumo technika) a špičky mírně do stran. Činku v předklonu s rovnými zády uchopuje oběma rukama obvykle tzv. kombinovaným (smíšeným) úchopem (jedna dlaň směruje k tělu a druhá od těla) nebo tzv. zámkovým úchopem (obě dlaně směřují k tělu s prsty částečně překrývající palce – úchop olympijských vzpěračů). Následuje zvedání činky. Spodní záda jsou zafixovaná v rovné poloze a závodník zvedá činku podél holení a stehen až do úplného narovnání a mírného zatažení ramen dozadu, ve které počká na povel rozhodčího a spustí dolů.